# Генерична търговска марка
Генеричната марка е запазена търговска марка (бранд), с която често в резултат на придобита широка популярност в разговорната реч се реферира към конкретен вид продукт или услуга.
Дадена търговска марка се превръща в генерична тогава, когато с нея започне да се обозначава цяла продуктова категория, дори и когато конкретният продукт е на конкурентна на носителя на генеричната марка компания.
За да се превърне една търговска марка в генерична, тя трябва да заеме място в съзнанието на достатъчно голяма група от обществото. Това е възможно например в условията на чувствителен (макар и възможно само временен) пазарен монопол на тази марка в съответната продуктова категория. Често в генерични се превръщат марките на първите продукти от дадена нова пазарна ниша. Често наименованията на генеричните марки стават причина в езика да се появят техни производни думи от други части на речта.
Генеричните марки обикновено спадат към категорията на т.нар. top-of-mind brands – марки, за които участниците в дадено маркетингово проучване на познаваемостта сред марките в дадена продуктова категория първо се сещат.

## Правни положения
Без значение дали една марка се идентифицира от обществото като генерична или не, носителят на марката може да приложи правата на собственост над марката, които я съпътстват в регистрацията ѝ, дотогава докато марката продължава да идентифицира изключително него като търговски източник на съответните продукти и услуги. Ако марката не изпълнява тази съществена разпознавателна функция и ако вече няма правно основание за предявяване на права над марката, марката може да се превърне в генерична.
В много правни системи (например американската, но не и немската) генеричната марка влиза в състава на общественото достояние (public domain) и може да бъде търговски експлоатирана от всекиго. Въпреки това в немското (и европейското) право, съществува възможността търговска марка да стане отменимо генерично понятие.
Процесът, с който правата над марка намаляват или се губят в резултат от масовата употреба на името в пазарното пространство, в английски източници може да се срещне като genericide (генерицид – малапропизъм, съставен по аналогия с геноцид). Това обикновено се случва в следните ситуации:
- изминал е известен период от време, през който марката не е била използвана като търговска марка, т.е. изрично не е идентифицирала продукти или услуги на дадена компания);
- марката напълно е изпаднала от употреба;
- носителят на търговската марка не привежда в сила правата си чрез законови действия, например срещу посегателства над марката.

Присъщо е на собствениците на търговските марки да търсят начини да увеличат популярността на своите марки, и може да вярват, че известна степен на „генеричност“ демонстрира колко добре разпознаваема и успешна е станала марката. Въпреки това, генеричната употреба на търговските марки представлява естествен риск за ефективното прилагане на правата над търговската марка и за възникване на „генерицид“. Стъпките, които те могат да предприемат за да намалят риска, включват:
- обучаване на дистрибуторите и клиентите си за подходящата употреба на търговската марка;
- навременно, систематично и ефективно прилагане на правата си.

Когато дадена търговска марка бива асоциирана с пазарно нововъведение, е удачно собственикът на марката да измисли и генеричен термин за продукта, чиято употреба в описателен контекст да не „затъмни“ употребата на търговската марка.
Тогава когато една търговска марка се използва като генерична, е необходимо собствениците ѝ проактивно да предприемат специални мерки по опазването на изключителните права над марката. Компанията Xerox например провежда широка PR кампания по налагане сред клиентите си на термина „фотокопиране“, вместо „ксерокопиране“, въпреки че в българския, руския и румънския употребата на марката все пак е успяла да стане генерична.

## Запазени географски означения
От 2003 Европейският съюз провежда активна политика по ограничаване на употребата на географските означения от трети страни извън ЕС, като прилага в действие закони за запазените географски означения. В сила е Парижката конвенция за закрила на индустриалната собственост, в която указанията за произход и наименованията за мястото на произход на продуктите са обекти на закрила. Въпреки че географското указание например за храни и напитки може да се разглежда като генерично, то не е търговска марка, тъй като не служи, за да идентифицира по изключителен начин конкретно търговско предприятие. Разширяването на закрилата над географските означения е в известна степен спорен въпрос, понеже географското означение може да бъде регистрирано като търговска марка по целия свят.
Примери за засегнати по този критерий продукти са например шампанското (областта Шампан), бордото (град Бордо) и много други вина, уискито скоч (от scotch — шотландски), сирената рокфор (град Рокфор) и пармезан (град Парма).

## Генерични наименования при лекарствата
Когато става въпрос за лекарства, под термина генерично наименование се разбира официалното стандартизирано нетърговско наименование на дадена фармацевтична субстанция.
Според Закона за патентите и регистрацията на полезните модели (ЗПРПМ) „генеричен лекарствен продукт е лекарствен продукт, който има един и същ качествен и количествен състав по отношение на активните вещества и същата лекарствена форма като референтния лекарствен продукт, и биоеквивалентността му с референтния лекарствен продукт е доказана с подходящи изпитвания за биоаналитичност. Различните перорални лекарствени форми с незабавно освобождаване се считат за една и съща лекарствена форма. Различните соли, естери, етери, изомери, смеси от изомери, комплекси или деривати на активно вещество се считат за същото активно вещество, освен ако те се различават значително по своята безопасност и/или ефикасност“.
Списъкът от генеричните лекарствени наименования (още срещани като INN, International Nonproprietary Name или rINN, recommended International Nonproprietary Name) е изготвен от Световната здравна организация с цел да се намали неяснотата относно активните лекарствени вещества, която могат да внесат множеството запазени търговски марки на конкурентни лекарствени аналози.
Например:
| Генерично наименование (INN): | парацетамол |
| Алтернативни генерични имена: | Н-ацетил-p-аминофенол, p-ацетамидофенол, ацетамол, и др.                                                              |
| Химическо наименование:       | N-(4-хидроксифенил)-ацетамид                                                                                          |
| Запазени търговски марки:     | Tylenol®, Panadol®, Panamax®, Perdolan®, Calpol®, Doliprane®, Tachipirina®, Ben-u-ron®, Tempra®, Datril®, Parol®, др. |

Следователно съществува и трябва да се прави разлика между генерично лекарствено наименование и генерична марка лекарство.
Примери за запазени търговски марки на лекарства, които в българския език са придобили статут на генерични марки са например аспирин (Bayer) и виагра (Pfizer).